# محمد عمر (لاعب كريكت باكستاني)
محمد عمر (5 نوفمبر 1985 - ) هو لاعب كريكت باكستاني.